# Revueltas gallegas de 1520-1521
Las revueltas gallegas de 1520-1521 fueron una serie de desórdenes e incidentes de carácter antifiscal y antiseñorial sucedidos en el reino de Galicia durante el comienzo de la Guerra de las Comunidades de Castilla. Concretamente tuvieron lugar en Santiago de Compostela y localidades como Lugo, Mondoñedo, Pontevedra, Vigo, Redondela, así como zonas rurales sometidas a un régimen señorial. 
A pesar de que estos estallidos de violencia se desarrollaron a la par de la revuelta comunera, no tuvieron ninguna relación directa con ella. Cierto que los comuneros intentaron explotar a su favor esta situación, pero no lograron ningún éxito. Sin embargo, los señores de Galicia continuaron en alerta y en diciembre se reunieron en una asamblea convocada en Mellid para controlar la situación. De esa reunión surgieron algunas reivindicaciones que el rey Carlos I finalmente no tuvo en cuenta.

## Sucesos

### En Santiago de Compostela
En Santiago de Compostela los incidentes tuvieron lugar el 10 de agosto de 1520, cuando una multitud numerosa recorrió sus calles al grito de «¡libertad, libertad!», en lo que era tan solo una protesta contra el impuesto extraordinario votado en las Cortes recientemente celebradas allí y en La Coruña y no una manifestación de tipo político:

Antes se darían al rey de Francia que pagar el dicho servicio.

La multitud, tras apedrear el consistorio, se apoderó de la persona del procurador general de la ciudad, Juan Páez, y mostró su disposición a ahorcarlo en la plaza del mercado. El [[Alonso
III de Fonseca|arzobispo Fonseca]], refugiado en la catedral junto con el virrey y las demás autoridades, logró aplacar los ánimos del populacho dirigiéndoles la palabra a los jefes populares, Gabriel de San Pedro y Juan Pérez Tolán, y llamándoles «señores». Este trato respetuoso le valió al arzobispo de unos cuantos vivas por parte de la multitud, que entonces abandonó el templo y se encaminó en dirección a la casa de Juan de España para prenderla fuego.
En abril de 1521, parte del clero de la ciudad volvió a insistir en el tema de los impuestos, lo que prueba que el descontento contra los mismos nunca terminó completamente.

### En Lugo y Mondoñedo
Tras los incidentes de agosto, las autoridades superiores residentes en Santiago se trasladaron secretamente a Lugo. Esta ciudad tampoco se vio libre de la agitación antifiscal; en este caso, uno de los canónigos de la catedral se situó al frente de los desórdenes. En Mondoñedo, en cambio, fue el alguacil del obispo quien debió encerrarse en la catedral por miedo a ser víctima de la furia popular.

### Contactos de los comuneros con Galicia
La Santa Junta comunera, residente en Ávila, envió un emisario a La Coruña invitándola a que enviase sus procuradores; no obstante, el concejo de la ciudad le ordenó que se retirase.

## La asamblea de Mellid

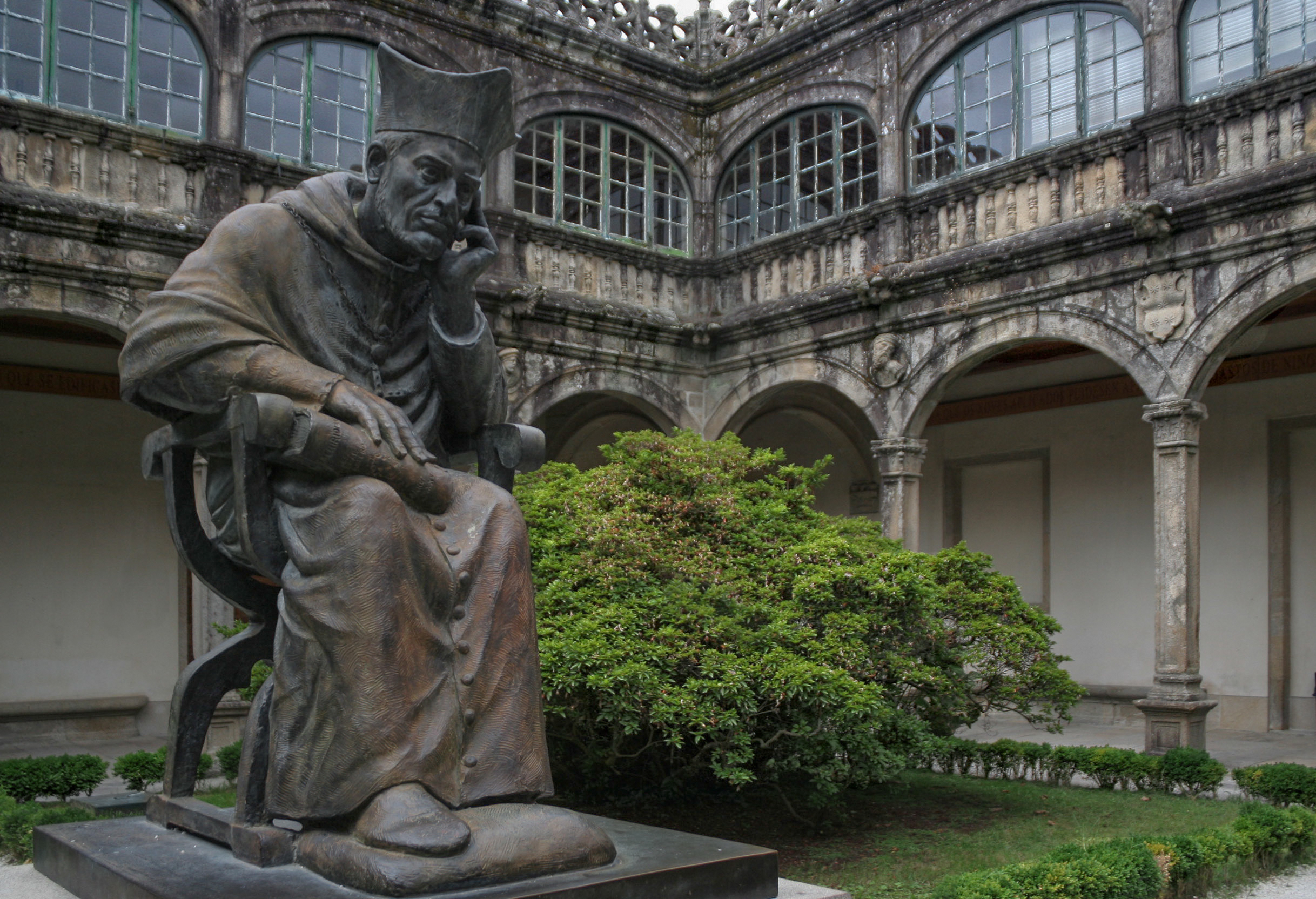
Escultura del arzobispo Alonso de Fonseca y Ulloa en el Pazo de Fonseca de la Universidad de Santiago de Compostela.

A comienzos de diciembre de 1520, el arzobispo Fonseca invitó a todos los señores de Galicia a que se reuniesen en Mellid para hacer frente común a la agitación antiseñorial que cundía en el reino. Asistieron a la misma o enviaron una representación personalidades como Hernando Andrade, el conde de Benavente, el marqués de Astorga, la condesa de Lemos, el obispo de Lugo etc. El 4 de diciembre acordó redactar un manifiesto en el que se comprometían a defender al poder real pero también sus feudos amenazados. En contrapartida, solicitaron ciertas concesiones:
- Que Galicia tuviese voz y voto en Cortes.
- Que se instalase en La Coruña una casa de Contratación como la que existía en Sevilla.

La finalidad de esta asamblea no era tanto defender el poder real, que no estaba seriamente amenazado, sino el poder señorial. Los hostilidad contra la aristocracia feudal del reino era evidente; al conde Fernando Andrade casi le fue tomada por asalto una fortaleza.

### Respuesta de Carlos I
Carlos I tomó constancia del acuerdo de los aristócratas gallegos el 29 de marzo de 1521 desde Worms. En la carta expedida dicho día felicitó al reino por su lealtad pero dando respuestas evasivas respecto a la peticiones del voto en Cortes y la instalación de una casa de Contratación en La Coruña.